# Parasemia subalpina
Parasemia subalpina är en fjärilsart som beskrevs av Karl Schawerda 1906. Parasemia subalpina ingår i släktet Parasemia och familjen björnspinnare. Inga underarter finns listade i Catalogue of Life.